# Diskografie Celeste Buckingham
Toto je seznam doposud vydané diskografie slovenské zpěvačky Celeste Buckingham.

## Alba

### Studiová alba
| Rok  | Detaily o albu | Umístění v hitparádách |
| Rok  | Detaily o albu | ČR                     |
| ---- | --- | ---------------------- |
| 2012 | Don't Look Back - Vydáno: 3. dubna 2012 (14. května 2012; iTunes) - Vydavatelství: CB/EMI (#669 135 2) - Formáty: CD, ke stažení | 37                     |
| 2013 | Where I Belong - Vydáno: 18. listopadu 2013 - Vydavatelství: CB (#0 015568 109454) - Formáty: CD, ke stažení                     | 41                     |
| 2015 | So Far So Good - Vydáno: 18. listopadu 2015 - Vydavatelství: CB (#0 015568 109454) - Formáty: CD, ke stažení                     |                        |

### Soundtracky
| Rok  | Detaily o albu | Umístění v hitparádách |
| Rok  | Detaily o albu | ČR                     |
| ---- | --- | ---------------------- |
| 2011 | Česko Slovenská SuperStar - Vydáno: 9. května 2011 (16. května 2011; iTunes) - Vydavatelství: Universal (#277 310 2) - Formáty: CD, ke stažení | 16                     |

## Singly

### Jako hlavní umělkyně
| Rok                                                                                     | Název                             | Umístění v hitparádách | Umístění v hitparádách | Album                 |
| Rok                                                                                     | Název                             | SK                     | ČR                     | Album                 |
| --------------------------------------------------------------------------------------- | --------------------------------- | ---------------------- | ---------------------- | --------------------- |
| 2011                                                                                    | "Blue Guitar"                     | 38                     | —                      | Don't Look Back       |
| 2011                                                                                    | "Nobody Knows"                    | 48                     | 28                     | Don't Look Back       |
| 2012                                                                                    | "Run Run Run"                     | 2                      | 2                      | Don't Look Back       |
| 2012                                                                                    | "Never Be You"                    | 47                     | 42                     | Where I Belong        |
| 2013                                                                                    | "I Was Wrong" (feat. Majk Spirit) | 2                      | 17                     | Where I Belong        |
| 2013                                                                                    | "Gone" (feat. Carmel Buckingham)  | 15                     | 62                     | Where I Belong        |
| 2013                                                                                    | "Crushin' My Fairytale"           | 7                      | 7                      | Where I Belong        |
| 2014                                                                                    | "I'm Not Sorry"                   | 3                      | 2                      | Where I Belong        |
| 2014                                                                                    | "Love in Your Soul"               | 32                     | 49                     | (OST) Láska na vlásku |
| 2015                                                                                    | "Unpredictable"                   | 17                     | —                      | Píseň bez alb         |
| 2015                                                                                    | "Loving You"                      | —                      | 71                     | (EP) So Far, So Good  |
| 2016                                                                                    | "Hello"                           | 54                     | 58                     | (EP) So Far, So Good  |
| 2016                                                                                    | "My Last Song"                    | 63                     | 46                     | Písně bez alb         |
| 2017                                                                                    | "One Life" (s Adamem Mišíkem)     | —                      | —                      | Písně bez alb         |
| 2017                                                                                    | "Go Away"                         | 25                     | 65                     | BARE                  |
| 2018                                                                                    | "Immature"                        | 31                     | 58                     | BARE                  |
| 2021                                                                                    | "Feel"                            | 18                     | —                      | Píseň bez alb         |
| 2022                                                                                    | "Make Me"                         | 36                     | —                      | Life                  |
| 2023                                                                                    | "Another Life"                    | 37                     | 75                     | Life                  |
| 2024                                                                                    | "Drive (Ruhde Remix)"             | 46                     | —                      | Píseň bez alb         |
| 2024                                                                                    | "Pretty Girls"                    | —                      | 63                     | Life                  |
| 2025                                                                                    | "What Do I Do Now"                | —                      | 68                     | bude oznámeno         |
| "—" značí, že se nahrávka neumístila v hitparádách nebo v tomto území ani nebyla vydána |                                   |                        |                        |                       |

### Jako vedlejší umělkyně
| Rok                                                                                     | Název                            | Umístění v hitparádách | Umístění v hitparádách | Album                   |
| Rok                                                                                     | Název                            | SK                     | ČR                     | Album                   |
| --------------------------------------------------------------------------------------- | -------------------------------- | ---------------------- | ---------------------- | ----------------------- |
| 2011                                                                                    | "Nevzdávám" (s VA)               | —                      | —                      | Výběr finálových hitů   |
| 2012                                                                                    | "Ja a ty" (s Majkem Spiritem)    | 48                     | —                      | Nový človek             |
| 2012                                                                                    | "Swing (Single version)" (s AMO) | 46                     | —                      | Píseň bez alb           |
| 2016                                                                                    | "Taký nejso" (s VLADIS)          | 70                     | –                      | Generacia II Kalašnikov |
| 2017                                                                                    | "Jacuzzi" (s GoGem)              | —                      | —                      | Píseň bez alb           |
| 2018                                                                                    | "Na srdci" (se Slzou)            | —                      | —                      | Holomráz                |
| 2023                                                                                    | "Venuša" (s Dominikou Mirgovou)  | —                      | —                      | Wonder Woman            |
| "—" značí, že se nahrávka neumístila v hitparádách nebo v tomto území ani nebyla vydána |                                  |                        |                        |                         |

## Videoklipy
| Rok  | Název                             | Režisér                  |
| ---- | --------------------------------- | ------------------------ |
| 2011 | "Sweet 17"                        | Michal Skořepa           |
| 2011 | "Nobody Knows"                    | Braňo Vincze             |
| 2012 | "Run Run Run"                     | Tomáš Kasal              |
| 2012 | "Ja a ty" (s Majkem Spiritem)     | DJ Lowa, Drahouš Lysák   |
| 2012 | "Swing" (s AMO)                   | Martin Hudák             |
| 2012 | "Never Be You"                    | Roland Wraník            |
| 2013 | "I Was Wrong" (s Majkem Spiritem) | Jiří Marshal             |
| 2013 | "Gone" (s Carmel Buckingham)      | Kasal                    |
| 2013 | "Crushin' My Fairytale"           | Hudák                    |
| 2014 | "I'm Not Sorry"                   | Hudák                    |
| 2014 | "Love in Your Soul"               | Mariana Čengel Solčanská |
| 2015 | "Unpredictable"                   | Celeste a David W. Ruby  |

## Souvisejíci články
- 100 nejlepších slovenských alb